# Joseph Massabuau
Joseph Massabuau, né le 27 juillet 1862 à Saint-Geniez-d'Olt (Aveyron) où il est mort le 14 octobre 1939,  est un homme politique français.

## Biographie
Avocat, conseiller général du canton de Saint-Chély-d'Aubrac de 1910 à 1919, il est élu député en 1898. Il s'inscrit au groupe antijuif puis à celui de l'Action libérale. Il s'investit essentiellement sur les questions financières. Il conserve son poste jusqu'en 1914, où il est battu aux législatives. Après guerre, il retrouve un mandat de sénateur de l'Aveyron, de 1921 à 1930.

## Sources
- Ressources relatives à la vie publique :   - base Léonore
  - Sénat
  - Base Sycomore
- « Joseph Massabuau », dans le Dictionnaire des parlementaires français (1889-1940), sous la direction de Jean Jolly, PUF, 1960 [détail de l’édition]
- Michèle Goslar (dir.) Correspondance avec Joseph Massabuau, Cidmy, Bruxelles, 2011, 171 pages